# Acompha costalis
Acompha costalis är en tvåvingeart som först beskrevs av Christian Rudolph Wilhelm Wiedemann 1830.  Acompha costalis ingår i släktet Acompha och familjen Richardiidae.
Artens utbredningsområde är Guyana. Inga underarter finns listade i Catalogue of Life.